# Möðrudalur
Möðrudalur ou Möðrudal á Fjöllum est une localité d'Islande considérée comme la ferme la plus isolée de ce pays, située en bordure des Hautes Terres d'Islande, à 469 mètres d'altitude, entre le Mývatn et Egilsstaðir, au pied des Möðrudals. Elle est composée de quelques habitations, d'une petite église, la Möðrudalskirkja, d'un café et d'une petite station essence. Elle est traversée par la route 901, ancien tronçon non goudronné de la route 1.
Son caractère insolite, les possibilités de randonnée qu'elle offre et son accès relativement aisé malgré son éloignement en font une destination touristique.

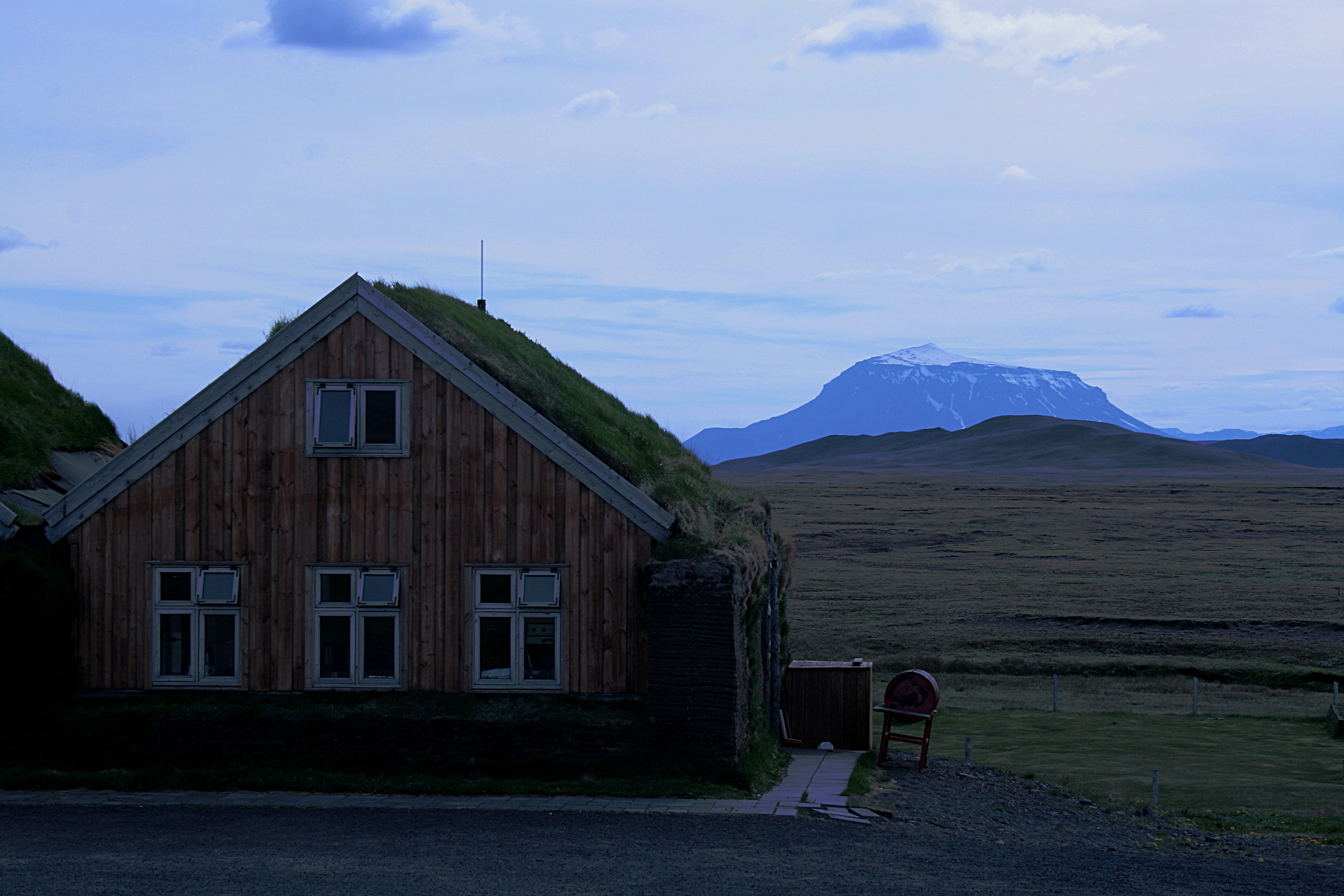
Le café de Möðrudalur avec le Herðubreið au loin.